# کوک-جار (شهرستان کاچکار)
کوک-جار (به لاتین: Kök-Jar) یک منطقهٔ مسکونی در قرقیزستان است که در شهرستان کاچکار واقع شده‌است. کوک-جار ۲٬۳۰۸ نفر جمعیت دارد و ۱٬۸۵۰ متر بالاتر از سطح دریا واقع شده‌است.